# Gustav von Brenn
Gustav Adolf Ewald Freiherr von Brenn (* 25. September 1772 in Halle (Saale); † 20. August 1838 in Dresden) war königlich-preußischer Staatsminister (Innenminister).

## Leben

### Herkunft
Sein Vater war Ernst Friedrich (* 1731), der illegitime Sohn des Herzogs Ernst August von Sachsen-Weimar-Eisenach und der Friederike von Marschall. Dieser war als „Ernst Friedrich Freiherr von Brenn“ am 26. Februar 1804 in Wien in den Reichsfreiherrnstand erhoben worden.

### Werdegang
Nach seinem Studium der Rechtswissenschaft an den Universitäten Jena und Leipzig in den Jahren 1789–1791 war Brenn ab 1793 als kursächsischer Regierungsrat in Zeitz tätig. Im Jahr 1801 wechselte er als Richter an das Appellationsgericht in Dresden.
1808 wurde er Vortragender Rat in einem Ministerium des Königreichs Sachsen, im Jahr 1813 wurde er Vortragender Rat in der Kriegsverwaltungskammer. Schon zwei Jahre später (1815) wurde Brenn zum Chef der 4. Abteilung im preußischen Generalgouvernement ernannt. Bei Auflösung dieser Abteilung im Jahr 1816 wurde er Regierungsdirektor in Potsdam. Anschließend war Brenn fünf Jahre lang von 1825 bis 1830 Regierungspräsident in Merseburg. Dieser Posten war bekannt als Sprungbrett in höchste Regierungsämter.
Brenn übernahm von „Doppelminister“ Friedrich von Schuckmann ab 11. September 1830 bis 1834 im preußischen Innenministerium den Bereich der Polizeiangelegenheiten als Staatsminister des Innern und der Polizei. Schuckmann wollte sich wegen seines sehr hohen Alters auf den Bereich der Handels- und Gewerbe-Angelegenheiten im Innenministerium beschränken. Nach dem Ausscheiden Schuckmanns übernahm Brenn im April 1834 bis 31. Dezember 1837 als Minister des Innern für die Gewerbe-Angelegenheiten aus Schuckmanns Ministerium folgende Bereiche: Die Ritterschaftlichen Credit-Vereine, die General-Commissionen zur Regulirung der gutsherrlichen und bäuerlichen Verhältnisse (...), die Revisions-Collegia zur Regulirung der gutsherrlichen und bäuerlichen Verältnisse (...) und die General-Direction der allgemeinen Wittwen-Verpflegungs-Anstalt. Gustav von Rochow, der Brenn im Jahr 1831 als Regierungspräsident in Merseburg gefolgt war, übernahm von ihm das Polizeiressort.
Gustav Freiherr von Brenn erhielt als Regierungspräsident von Merseburg am 14. April 1830 die königlich-preußische Anerkennung des Freiherrnstandes.
Durch Kabinettsorder Friedrich Wilhelms III. wurde Anfang Juni 1837 „dem Ansuchen des Staatsministers Freiherrn von Brenn um Entlassung aus seinen Dienstverhältnißen nachgegeben und dabei bestimmt, daß sein Ausscheiden mit dem Schluße dieses Jahres erfolge.“ Gleichzeitig wurde beschlossen, „das Ministerium für die Gewerbe-Angelegenheiten mit dem Ausscheiden des Staats-Ministers Freiherrn von Brenn aufzulösen und die Geschäfte desselben den Ressorts der übrigen Ministerien, zu welchen sie früher gehört haben, zuzutheilen.“

### Familie
Brenn war verheiratet mit Charlotte Constantie geb. Freifrau von Danckelmann. Ihre Kinder verschuldeten sich schon bald und mussten ihre Besitzungen in Lodersleben zwangsversteigern lassen.
Eine Tochter, Freiin Helene von Brenn (1825–1902), war seit 1854 in zweiter Ehe mit Emil von Gutzmerow vermählt.